# بودجه سیاه
بودجه سیاه، بودجه حکومتی است که به عملیات طبقه‌بندی شده یا دیگر عملیات پنهانی یک کشور، اختصاص داده می‌شود. بودجه سیاه، حسابی است که برای عملیات پنهانی و پژوهش‌های علوم نظامی، هزینه می‌شود. این بودجه، به خاطر مسائل امنیتی، معمولاً طبقه‌بندی‌شده است.
محاسبه بودجه سیاه، سخت است. اما براورد می‌شود که بودجه سیاه ایالات متحده آمریکا ۵۰ میلیارد دلار آمریکا در سال باشد.

## آمریکا
وزارت دفاع ایالات متحده آمریکا بودجه سیاه خود را صرف عملیات سیاه می‌کند – هزینه‌هایی که نمی‌خواهد برای عموم مردم فاش شوند. براورد می‌شود که بودجه سیاه وزارت دفاع آمریکا برای سال ۲۰۰۸ (میلادی) برابر ۳۰ میلیارد دلار و برای سال ۲۰۰۹ (میلادی) برابر ۵۰ میلیارد دلار باشد. بر پایه اطلاعات فاش شده ادوارد اسنودن، واشینگتن پست در یک نوشتار، جزئیات دقیق تخصیص بودجه سیاه ۵۲/۸ میلیارد دلاری آمریکا را برای سال ۲۰۱۲ (میلادی) نشان داد.

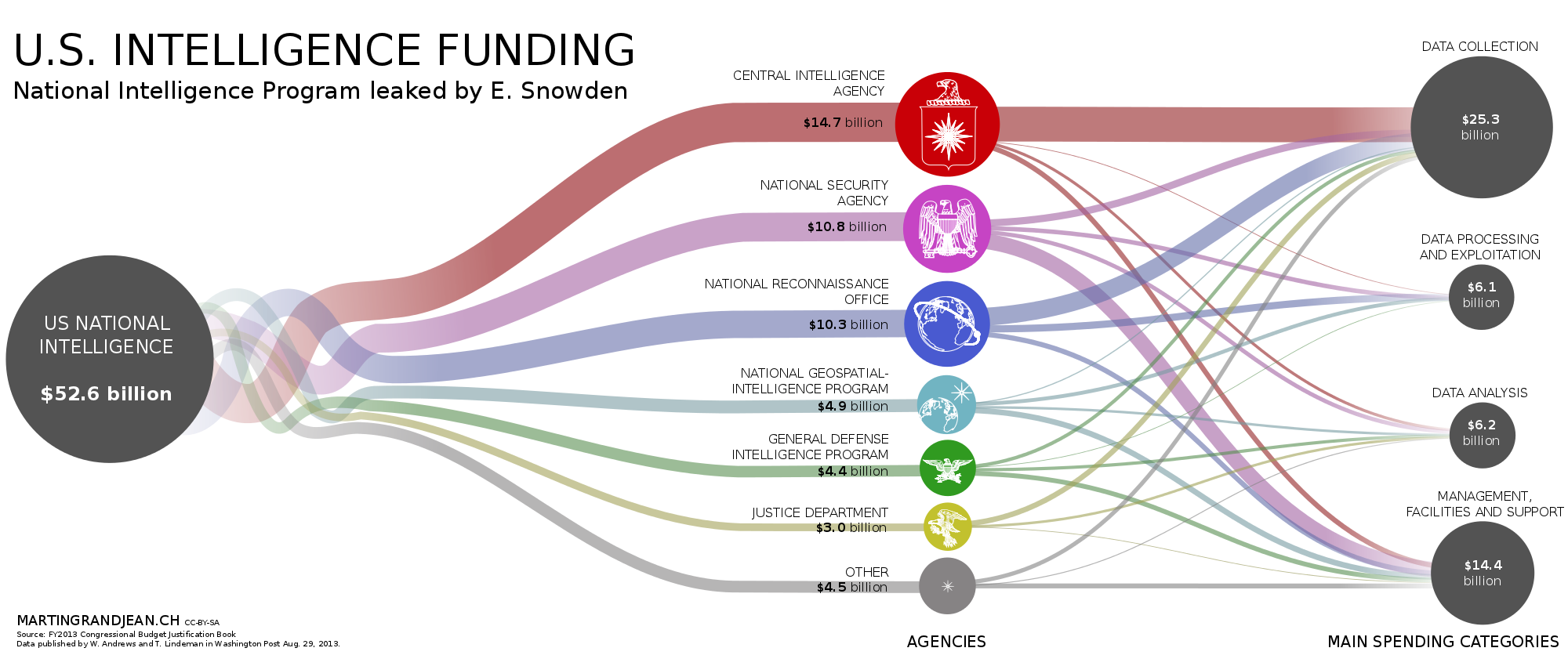
براورد بودجه سیاه آمریکا در سال ۲۰۱۳

بودجه سیاه بسیاری از پروژه‌ها از برخی مقام‌های مشخص، پنهان می‌شود. جزئیات این پروژه‌ها با اسم رمز و نمایه‌های پنهان، اگر هم معرفی شود تنها به برخی نمایندگان مجلس نمایندگان ایالات متحده آمریکا معرفی شود.
این بودجه در لایحه امنیت ملی ۱۹۴۷ تایید شد. بر پایه این لایحه، آژانس اطلاعات مرکزی، شورای امنیت ملی ایالات متحده آمریکا، و برخی پایگاه‌های نظامی مشخص، به وزارت دفاع کمک می‌کنند.
حکومت فدرال ایالات متحده آمریکا ادعا می‌کند که پولی که برای این بودجه، داده می‌شود برای توسعه دانش و فناوری‌های پیشرفته مورد استفاده در مسائل نظامی، هزینه می‌شود. پژوهش‌های انجام شده باید در جهت ساخت هواگرد، جنگ‌افزار، و ماهواره‌های تازه باشند.
در سال ۲۰۱۸ (میلادی) برخی روزنامه‌ها گزارش کردند که ریاست‌جمهوری دونالد ترامپ، درخواست ۸۱/۱ میلیارد دلار برای بودجه سیاه سال ۲۰۱۹ (میلادی) کرده است. این درخواست شامل ۵۹/۵ میلیارد دلار برای برنامه اطلاعات ملی است که برنامه‌ها و کارهای غیر نظامی را هم در بر می‌گیرد. همچنین ۲۱/۲ میلیارد دلار برای برنامه اطلاعات نظامی، خواسته شده که کارهای اطلاعاتی وزارت دفاع را هم در بر می‌گیرد. بر پایه نوشته اندرو بلیک در واشینگتن پست: "در مجموع، این دو خواسته، ٪۳/۴ بیشتر از سال مالی ۲۰۱۸ و بیشترین بودجه درخواست شده و اعلام شده از هنگام آغاز انتشار علنی مقدار سالانه آن از سال ۲۰۰۷ (میلادی) است."

## روسیه
بر پایه ارزیابی موسسه گیدار که ستاد آن در مسکو روسیه است در سال ۲۰۱۵ (میلادی) نزدیک به ٪۲۱ (۳/۲ تریلیون روبل برابر ۴۹ میلیارد دلار) از بودجه فدرال روسیه، بودجه سیاه بوده است (که چگونگی تقسیم آن، مشخص نیست). این رقم، نشان می‌دهد که بودجه سیاه روسیه، نسبت به سال ۲۰۱۰ دو برابر شده است. این افزایش بودجه سیاه، همزمام با افزایش بودجه نظامی روسیه با نظارت رئیس‌جمهور روسیه، ولادیمیر پوتین بوده است.